# Misumenops splendens
Misumenops splendens es una especie de araña cangrejo del género Misumenops, familia Thomisidae. Fue descrita científicamente por Keyserling en 1880.

## Distribución
Esta especie se encuentra en México.